# Leon Valley
Leon Valley – miasto w Stanach Zjednoczonych, w stanie Teksas, w hrabstwie Bexar, całkowicie otoczone przez San Antonio.

## Demografia
Według przeprowadzonego przez United States Census Bureau spisu powszechnego w 2010 miasto liczyło 10 151 mieszkańców, co oznacza wzrost o 9,9% w porównaniu do roku 2000. Natomiast skład etniczny w mieście wyglądał następująco: Biali 81,0%, Afroamerykanie 4,0%, Azjaci 3,7%, pozostali 11,3%. Kobiety stanowiły 51,9% populacji.